# Sint-Blasiuskerk (Heppen)

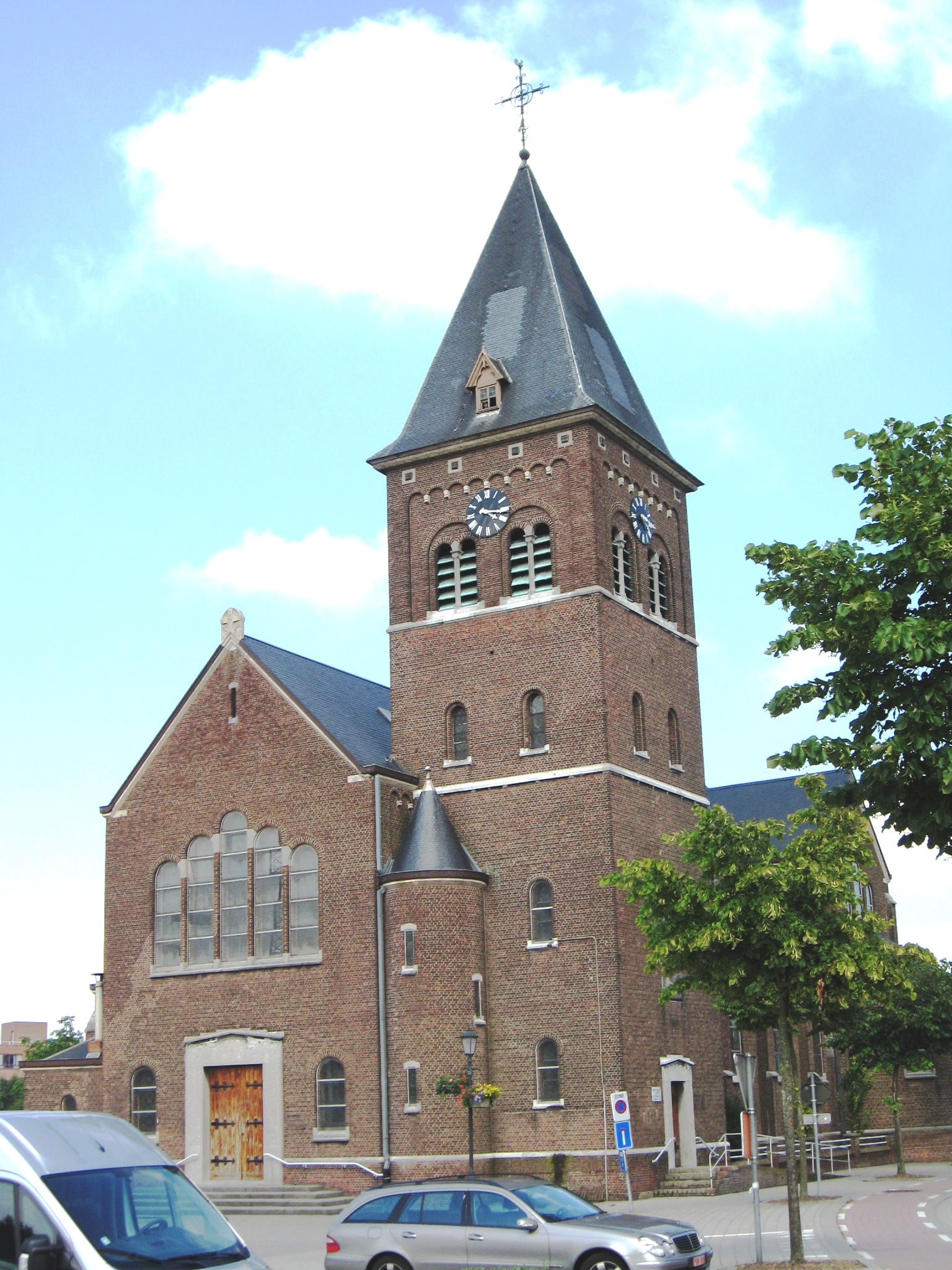
De Sint-Blasiuskerk

De Sint-Blasiuskerk is de parochiekerk van Heppen. Deze is gebouwd in neoromaanse stijl.

## Geschiedenis
Oorspronkelijk bezat Heppen een kapel. Deze bestond uit leem en stro, maar ze werd afgebroken in 1791 en vervangen door een grotere, bakstenen kapel.
Mede door de oprichting van het nabijgelegen Kamp van Beverlo nam de bevolking toe. In 1840 werd Heppen een zelfstandige parochie die zich afsplitste van die van Beverlo, en in 1848 werd de parochiekerk ingewijd. Deze werd al spoedig opnieuw te klein, en men breidde als eerste het koor en het dwarspand uit. Dit kwam gereed in 1903. Tussen 1939 en 1940 werd ook de voorgevel en de klokkentoren vernieuwd. Toen de Tweede Wereldoorlog uitbrak, wilde het Belgische leger deze toren met de grond gelijkmaken, hetgeen door de pastoor werd verhinderd met de woorden: "Over mijn lijk!".

## Kerkschatten
Tot de kerkschatten behoren een schilderij van Sint-Blasius uit 1849, de barokke preekstoel uit 1634, afkomstig uit de Abdij van Herkenrode, en het beeld van Maria met Kindje Jezus, van gepolychromeerd hout, uit 1525. Dit beeld was vroeger eigendom van het Onze-Lieve-Vrouw Schuttersgilde. Dit beeld werd gerestaureerd in 1994.